# اس ان ۲۰۰۵ ای پی

ابرنواختر ۲۰۰۵ ای پی

اس ان ۲۰۰۵ ای پی ( به انگلیسی: SN2005ap )نام یک ابرنواختر بسیار عظیم بوده که سال ۲۰۰۵ در کهکشان SDSS J۱۳۰۱۱۴+۲۷۴۳ و با فاصله ۴٫۷ میلیارد سال نوری از زمین کشف گردید؛ که پس از اس‌ان ۲۰۰۶جی‌وای بزرگترین انفجار کیهانی است که توسط بشر رصد شده.  در ۳ مارس ۲۰۰۵ / ۱۲ اسفند ۱۳۸۳، اخترشناسی به نام رابرت کیمبی از دانشگاه تگزاس در آستین، شاهد انفجار درخشان‌ترین ابرنواختری بود که تاکنون ثبت شده است. این فرانواختر که SN2005ap نام گرفت، تقریباً ۳۰۰ مرتبه درخشان‌تر از یک ابرنواختر معمولی نوع ۲ بود که در اثر انفجار ستارگان سنگین‌تر از ۱٫۴ برابر خورشید در آخر عمرشان روی می‌دهد. عده‌ای عقیده دارند که این نور درخشان، مربوط به شکل‌گیری یک ستاره نوترونی، سیاه‌چاله یا حتی یک ستاره کوارکی است، ولی هیچ‌کس مطمئن نیست که کدام حدس صحیح باشد. از آن زمان تاکنون، ابرنواخترهای مشابهی رویت شده‌اند و این احتمال تقویت شده که شاید آنها متعلق به گروه کاملاً جدیدی از اشیای آسمانی باشند.